# Saint-Bonnet-en-Bresse
Saint-Bonnet-en-Bresse ist eine französische Gemeinde im Département Saône-et-Loire in der Region Bourgogne-Franche-Comté. Sie gehört zum Arrondissement Louhans und zum Kanton Pierre-de-Bresse. Die Gemeinde hat 489 Einwohner (Stand 1. Januar 2022).

## Geografie

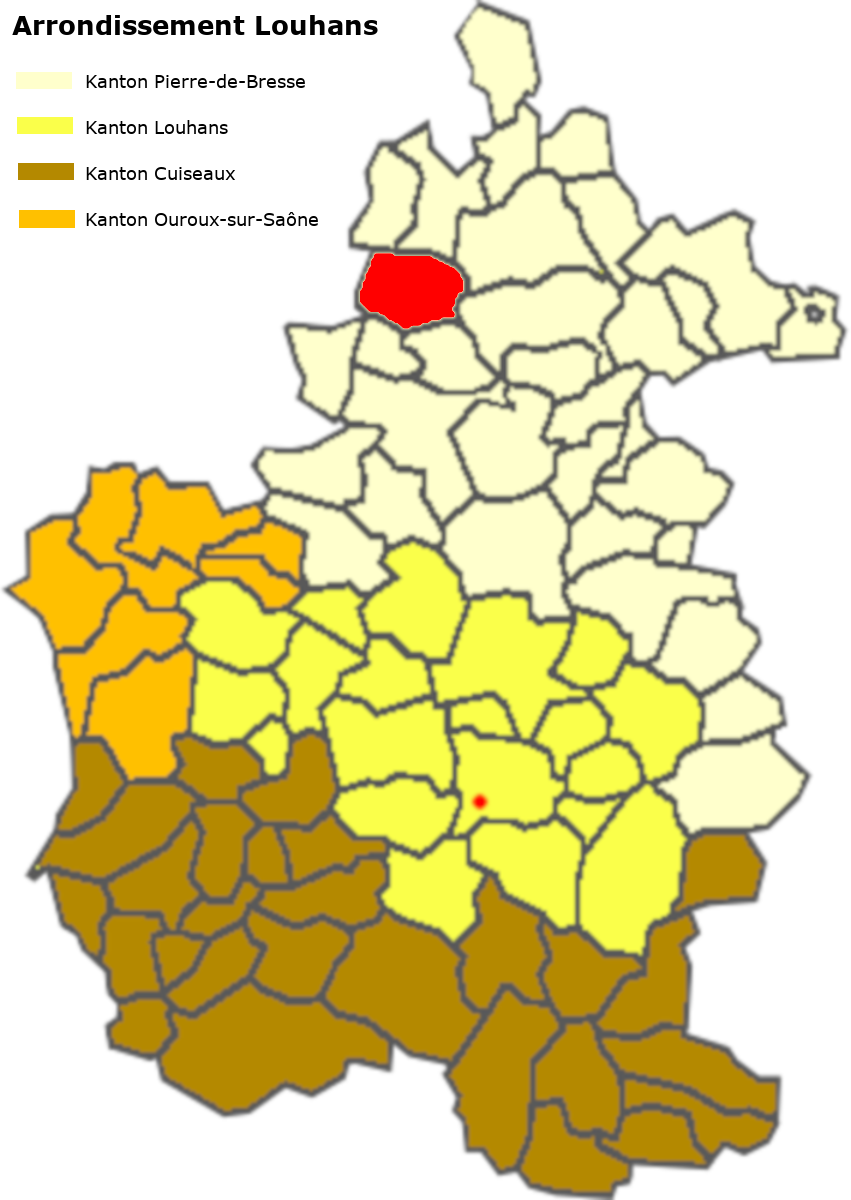
Lage der Gemeinde im Arrondissement Louhans

Die Gemeinde liegt in der Landschaft der Bresse, an der Departementsstraße D996, die sie in Nord-Süd-Richtung durchzieht und Frontenard mit Mervans verbindet. Mit seiner westlichen Grenze stößt die Gemeinde an das Arrondissement Chalon-sur-Saône. In Süd-Nord-Richtung fließt das Flüsschen Guyotte östlich des Bourgs vorbei, um anschließend in zahllosen Windungen Richtung Quintin zu fließen. In der Gemeinde entspringt zudem der Ruisseau de Mervins. Der Ruisseau d’d’Aloise und der Ruisseau de Grange münden in die Guyotte. Der Ort liegt an der Bahnlinie Seurre – Louhans und besitzt einen eigenen Bahnhof. Der Ort ist nur schwach bewaldet, lediglich im Bereich der südwestlichen Gemeindegrenze finden sich größere Waldstücke, dazu auch recht große Flächen von Pappelplantagen. Zur Gemeinde gehören folgende Weiler und Fluren: la Crochère, les Donzeaux, Gonthier, Grande-Rue, Grand-Flais, Grand-Taperey, Mirebelle, Petits-Flais, Petit-Taperey, la Recule, la Varenne, les Vernes, Vernes-Guyottes.

### Klima
Das Klima in Saint-Bonnet-en-Bresse ist warm und gemäßigt. Es gibt das ganze Jahr über deutliche Niederschläge, selbst der trockenste Monat weist noch hohe Niederschlagsmengen auf. Die Klassifikation des Klimas nach Köppen und Geiger ist Cfb ((Gemäßigtes) Ozeanklima). Die Temperatur liegt im Jahresdurchschnitt bei 11,9 °C. Der wärmste Monat ist der Juli mit einer Durchschnittstemperatur von 21,0 °C, der kälteste der Januar mit 3,2 °C. Über ein Jahr verteilt summieren sich die Niederschläge auf 1081 mm, dabei ist der November mit 117 mm der niederschlagsreichste, während Juli als trockenster Monat 72 mm aufweist. Über das ganze Jahr werden etwa 2764 Sonnenstunden gezählt.
|                        | Jan | Feb | Mär  | Apr  | Mai  | Jun  | Jul  | Aug  | Sep  | Okt  | Nov  | Dez |   |      |
| Mittl. Temperatur (°C) | 3,2 | 3,8 | 7,5  | 11,1 | 15,0 | 19,1 | 21,0 | 20,6 | 16,9 | 12,8 | 7,3  | 4,0 | ⌀ | 11,9 |
| Mittl. Tagesmax. (°C)  | 6,2 | 7,6 | 11,9 | 15,8 | 19,4 | 23,8 | 25,8 | 25,5 | 21,5 | 16,9 | 10,5 | 6,8 | ⌀ | 16   |
| Mittl. Tagesmin. (°C)  | 0,5 | 0,4 | 3,1  | 6,2  | 10,2 | 14,0 | 16,0 | 15,7 | 12,6 | 9,0  | 4,3  | 1,4 | ⌀ | 7,8  |
|                        |     |     |      |      |      |      |      |      |      |      |      |     |   |      |
| Niederschlag (mm)      | 98  | 83  | 80   | 90   | 93   | 77   | 72   | 73   | 87   | 104  | 117  | 107 | Σ | 1081 |

| 0,5 |

| 0,4 |

| 3,1 |

| 6,2 |

| 10,2 |

| 14,0 |

| 16,0 |

| 15,7 |

| 12,6 |

| 9,0 |

| 4,3 |

| 1,4 |

| 0,5 |

| 0,4 |

| 3,1 |

| 6,2 |

| 10,2 |

| 14,0 |

| 16,0 |

| 15,7 |

| 12,6 |

| 9,0 |

| 4,3 |

| 1,4 |

## Toponymie
Die ersten Erwähnungen von Orten in der Gemeinde gehen zurück auf das 6. Jahrhundert und gehören damit zu den ältesten dokumentierten Erwähnungen in der Bresse. Thapariacum (heute: Grand-Taperey) wird 561 erwähnt, 563 erscheint Blaicum (heute: Grands-Flais).
Der Ort selbst wird erstmals 1190 als Stagnum Sancti-Boneti (lateinisch stagnum = Teich, Weiher oder Étang) genannt. 1270 wird der Ort als Saint Bonnost, 1326 als Sambonot bezeichnet. Seit 1844 trägt er die Bezeichnung Saint-Bonnet-en-Bresse. Beim Heiligen, auf den sich der Name bezieht, handelt es sich um Bonitus von Clermont.
Als Folge der Revolution und der damit verbundenen Säkularisierung wurde die Gemeinde umbenannt und trug während einiger Zeit den Namen Bonnet-sur-Guyotte .

## Geschichte
Der Ort liegt an der alten Römerstraße, vie gravée, die von Verdun-sur-le-Doubs nach Poligny führte. Bei Saint-Bonnet-en-Bresse überquerte sie die Guyotte, setzte sich über Mirbel, Petit-Taperey nach La Chapelle-Saint-Sauveur fort, um schließlich Bellevesvre zu erreichen. Eine weitere Verbindung zog sich von Saint-Bonnet-en-Bresse nach Terrans und weiter nach Pierre-de-Bresse.
In Petit-Taperey bestand ein Fachwerkhaus mit Galerie, Graben und Zugbrücke. Dort pflegten die Herzöge von Burgund zu jagen und das Haus wird als Schloss bezeichnet. Sowohl Grand-Taperey als auch Les Flais waren eigene Herrschaften und Gerichtsbarkeiten.
Ritter Milon de Sennecey schenkte 1270 die Erträge aus dem Wald von Saint-Bonnet den Benediktinern von Saint-Pierre in Chalon-sur-Saône, die diese wiederum dem Pfarrer von Saint-Bonnet-en-Bresse abtraten. Später gehörte die Herrschaft wechselnden Familien, 1372 Marquet de Saubiez, Vogt und Steuereinnehmer von Montmorot, er besaß unter anderen auch die Herrschaft La Faye bei Saint-Germain-du-Bois. Später waren die Boutons Herren von Saint-Bonnet, 1479 schenkte sie der König an Jean de Saubiez de Frontenay, Notar von Sagy und Louhans zur Nutzniessung durch ihn und seinen ältesten Sohn. In der zweiten Hälfte des 18. Jahrhunderts bis zur Revolution gehörte die Herrschaft und die Gerichtsbarkeit Philibert-Bernard Gagne de Perrigny, Herr von Louhans und zahlreichen weiteren Orten, anschließend Bénigne Le Gouz und Louis Barnabé de Baudéan, Graf von Parabère, seinen Schwiegersöhnen. Ritter François Esmonin, Präsident auf Lebenszeit des Gerichtshofes von Besançon wurde Herr von Aloise und Petit-Taperey.
Die Kapelle des Saint-Bonnet ist schon lange zerstört, die Dorfkirche ist der Heiligen Maria Magdalena geweiht, in Flais besteht noch eine Kapelle, die dem Heiligen Benedikt geweiht ist. Gegen Rheuma pflegte man an einer Quelle, rund 200 Meter südlich der Kirche, zum Heiligen Maurus zu beten. Eine Mühle ist seit 1550 belegt, sie war noch zu Beginn des 20. Jahrhunderts in Betrieb. Der Jahrmarkt von Saint-Bonnet ist seit dem 17. Jahrhundert bekannt, der Marché du muguet (Maiglöckchen-Markt) ist ebenfalls berühmt.
Die erste Mairie wurde 1827 erbaut, 1869 wurde sie neu aufgebaut, zusammen mit einem Klassenzimmer. Seit 1871 verfügte Saint-Bonnet über eine Bahnstation an der Linie Chalon-sur-Saône – Dole. Man sieht noch den Kamin einer Pumpstation, an der die Dampflokomotiven mit Wasser versorgt wurden. 1883 wurde die Linie Dijon – Bourg-en-Bresse eröffnet, wodurch Saint-Bonnet zu einem Eisenbahnknotenpunkt wurde und sich vorwiegend um den Bahnhof entwickelte. Ein schönes Hotel-Restaurant besteht noch heute. In den 1950er Jahren wurde die Linie Chalon-Dole und der Bahnhof geschlossen. Die heutige Mairie befindet sich im alten Pfarrhaus, 1988 bestanden noch rund 40 Landwirtschaftsbetriebe.

### Die Herren von Saint-Bonnet
Die Herrschaft Saint-Bonnet war im 15. Jahrhundert ein Lehen der de Saubiez. Jean de Saubiez wurde 1478 in der Kirche Saint-Bonnet beigesetzt. Sein Sohn übernahm anschließend das Lehen und gab es weiter an die Boutons. 1686 gelangte es an einen Gonthier, dessen Ehefrau war Anne de Bretaigne, Comtesse du Perroux, Dame von Saint-Bonnet, Toutenant, le Perroux und weiteren, wie Donzeaux mit einer Schlossruine (Weiler zwei Kilometer südlich des Bourg von Saint-Bonnet an der D996). Später besaß Philibert Bernard Gagne de Perrigny (1689–1759) das Lehen. Er war Kammerpräsident am Parlement von Burgund. Er vererbte es an seine Schwiegersöhne, Ritter Bénigne Le Gouz (* 4. März 1719, † 21. August 1800), Herr von Saint-Seine, Erster Präsident des  und Louis Barnabé de Baudéan (* 14. März 1714, † nach 1770), Comte von Parabère, Hauptmann des königlichen Karabinierregiments und Ehrenkanoniker der Kathedrale von Auch.
In Petit Taperey (Weiler südlich des étang du moulin und des étang Vernot, nördlich der D115) befand sich eine weitere Herrschaft. Sie gehörte im 18. Jahrhundert einem Henri de Bataille de Mandelot, Marquis de Mandelot. Ihm folgte Ritter François Esmonin, Kammerpräsident am Parlement von Besançon, Herr von Aloise und Petit Taperey.
Mit der Französischen Revolution 1789 wurden die Vorrechte des Adels abgeschafft, sie behielten lediglich noch ihre Titel.

## Bevölkerung
| Saint-Bonnet-en-Bresse: Einwohnerzahlen von 1793 bis 2020 | Saint-Bonnet-en-Bresse: Einwohnerzahlen von 1793 bis 2020 | Saint-Bonnet-en-Bresse: Einwohnerzahlen von 1793 bis 2020 | Saint-Bonnet-en-Bresse: Einwohnerzahlen von 1793 bis 2020 | Saint-Bonnet-en-Bresse: Einwohnerzahlen von 1793 bis 2020 |
| --- | --------------------------------------------------------- | --------------------------------------------------------- | --------------------------------------------------------- | --------------------------------------------------------- |
| Jahr |                                                           |                                                           |                                                           | Einwohner                                                 |
| 1793 | 1793                                                      |                                                           | 923                                                       | 923                                                       |
| 1800 | 1800                                                      |                                                           | 1.171                                                     | 1.171                                                     |
| 1806 | 1806                                                      |                                                           | 1.113                                                     | 1.113                                                     |
| 1821 | 1821                                                      |                                                           | 1.211                                                     | 1.211                                                     |
| 1831 | 1831                                                      |                                                           | 1.252                                                     | 1.252                                                     |
| 1836 | 1836                                                      |                                                           | 1.221                                                     | 1.221                                                     |
| 1841 | 1841                                                      |                                                           | 1.222                                                     | 1.222                                                     |
| 1846 | 1846                                                      |                                                           | 1.256                                                     | 1.256                                                     |
| 1851 | 1851                                                      |                                                           | 1.241                                                     | 1.241                                                     |
| 1856 | 1856                                                      |                                                           | 1.224                                                     | 1.224                                                     |
| 1861 | 1861                                                      |                                                           | 1.172                                                     | 1.172                                                     |
| 1866 | 1866                                                      |                                                           | 1.192                                                     | 1.192                                                     |
| 1872 | 1872                                                      |                                                           | 1.207                                                     | 1.207                                                     |
| 1876 | 1876                                                      |                                                           | 1.227                                                     | 1.227                                                     |
| 1881 | 1881                                                      |                                                           | 1.235                                                     | 1.235                                                     |
| 1886 | 1886                                                      |                                                           | 1.260                                                     | 1.260                                                     |
| 1891 | 1891                                                      |                                                           | 1.250                                                     | 1.250                                                     |
| 1896 | 1896                                                      |                                                           | 1.219                                                     | 1.219                                                     |
| 1901 | 1901                                                      |                                                           | 1.260                                                     | 1.260                                                     |
| 1906 | 1906                                                      |                                                           | 1.241                                                     | 1.241                                                     |
| 1911 | 1911                                                      |                                                           | 1.253                                                     | 1.253                                                     |
| 1921 | 1921                                                      |                                                           | 1.083                                                     | 1.083                                                     |
| 1926 | 1926                                                      |                                                           | 1.085                                                     | 1.085                                                     |
| 1931 | 1931                                                      |                                                           | 1.047                                                     | 1.047                                                     |
| 1936 | 1936                                                      |                                                           | 1.072                                                     | 1.072                                                     |
| 1946 | 1946                                                      |                                                           | 1.010                                                     | 1.010                                                     |
| 1954 | 1954                                                      |                                                           | 894                                                       | 894                                                       |
| 1962 | 1962                                                      |                                                           | 813                                                       | 813                                                       |
| 1968 | 1968                                                      |                                                           | 711                                                       | 711                                                       |
| 1975 | 1975                                                      |                                                           | 571                                                       | 571                                                       |
| 1982 | 1982                                                      |                                                           | 459                                                       | 459                                                       |
| 1990 | 1990                                                      |                                                           | 430                                                       | 430                                                       |
| 1999 | 1999                                                      |                                                           | 418                                                       | 418                                                       |
| 2009 | 2009                                                      |                                                           | 466                                                       | 466                                                       |
| 2014 | 2014                                                      |                                                           | 478                                                       | 478                                                       |
| 2020 | 2020                                                      |                                                           | 487                                                       | 487                                                       |
| Quelle(n): EHESS/Cassini bis 2006, ab 2009 INSEE Anmerkung(en): • Ab 1962 offizielle Zahlen ohne Einwohner mit Zweitwohnsitz • Höchste Einwohnerzahl 1886 und 1901 mit 1260, tiefste Einwohnerzahl 1999 mit 418 (33,2 % vom Maximum) |                                                           |                                                           |                                                           |                                                           |

| Bevölkerungsstruktur | Anzahl Einwohner | männlich | weiblich | davon Ausländer | Anteil % |
| -------------------- | ---------------- | -------- | -------- | --------------- | -------- |
|                      | 483              | 246      | 237      | 16              | 3,3      |

| Männer | Alterstufe | Frauen |
| ------ | ---------- | ------ |
| 6      | 90 + älter | 6      |
| 35     | 75–89      | 40     |
| 60     | 60–74      | 52     |
| 58     | 45–59      | 44     |
| 30     | 30–44      | 30     |
| 29     | 15–29      | 30     |
| 27     | 0–14       | 35     |

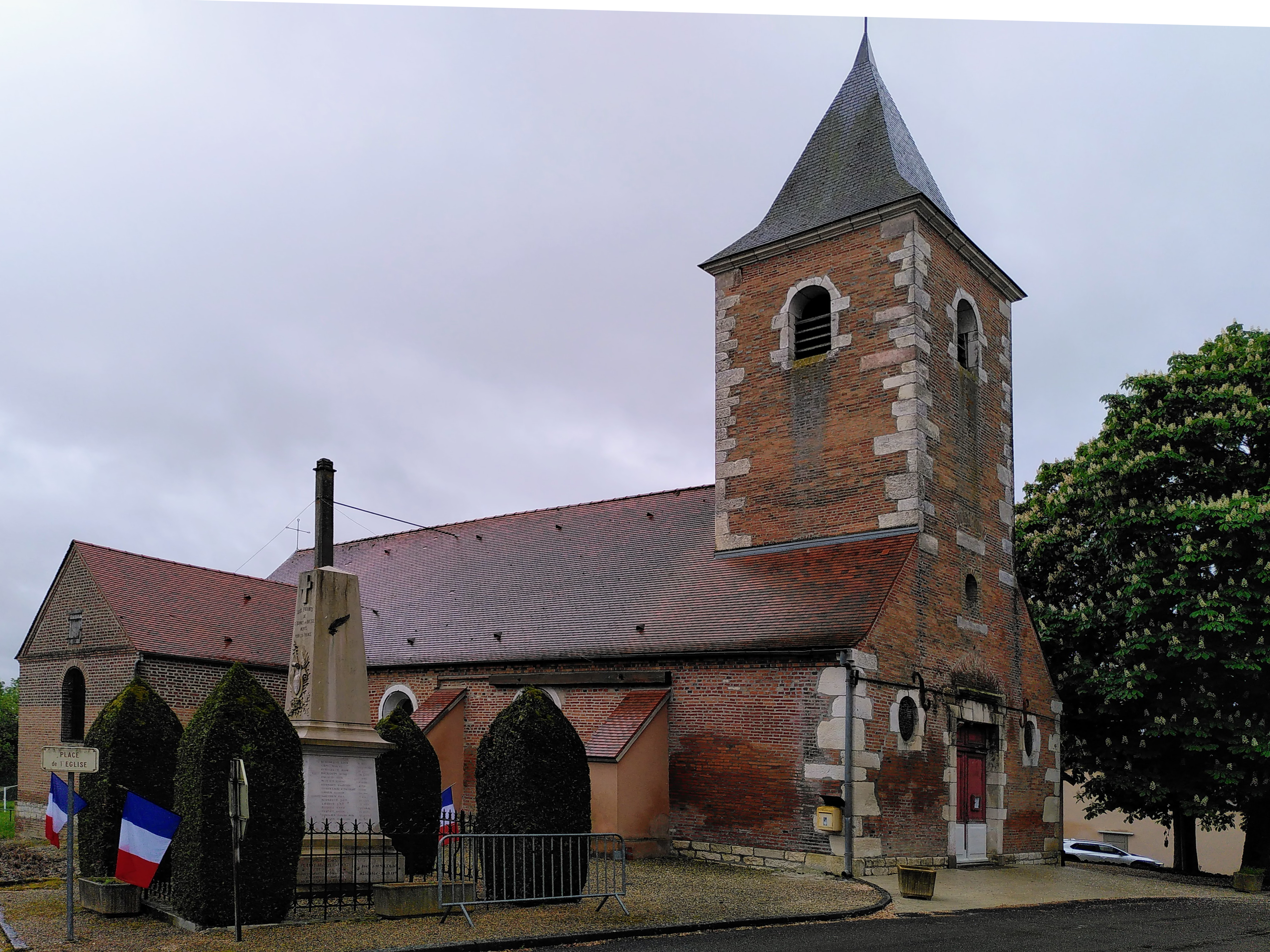
Kirche Sainte-Madeleine von Saint-Bonnet-en-Bresse

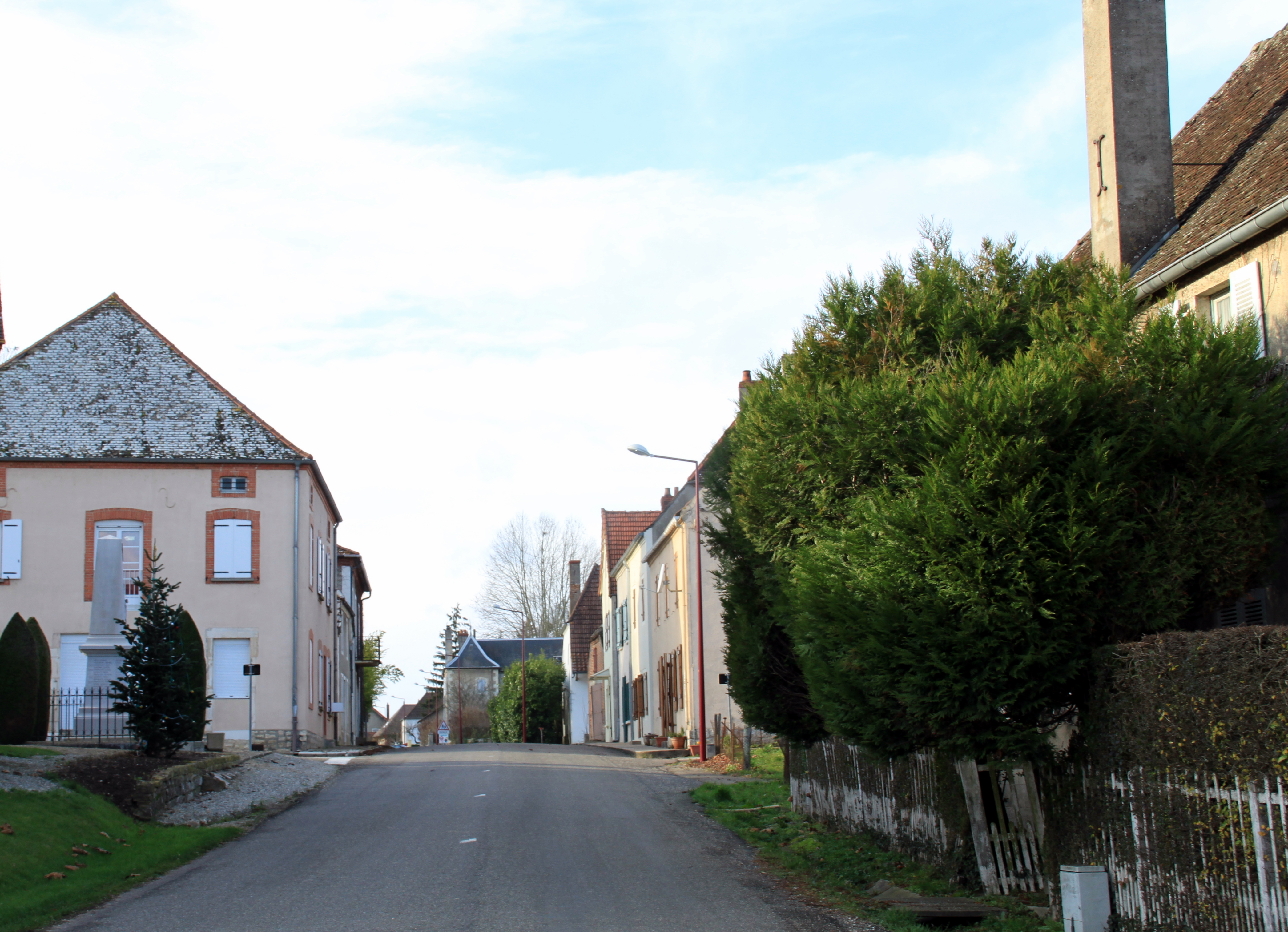
Hauptstraße Saint-Bonnet-en-Bresse

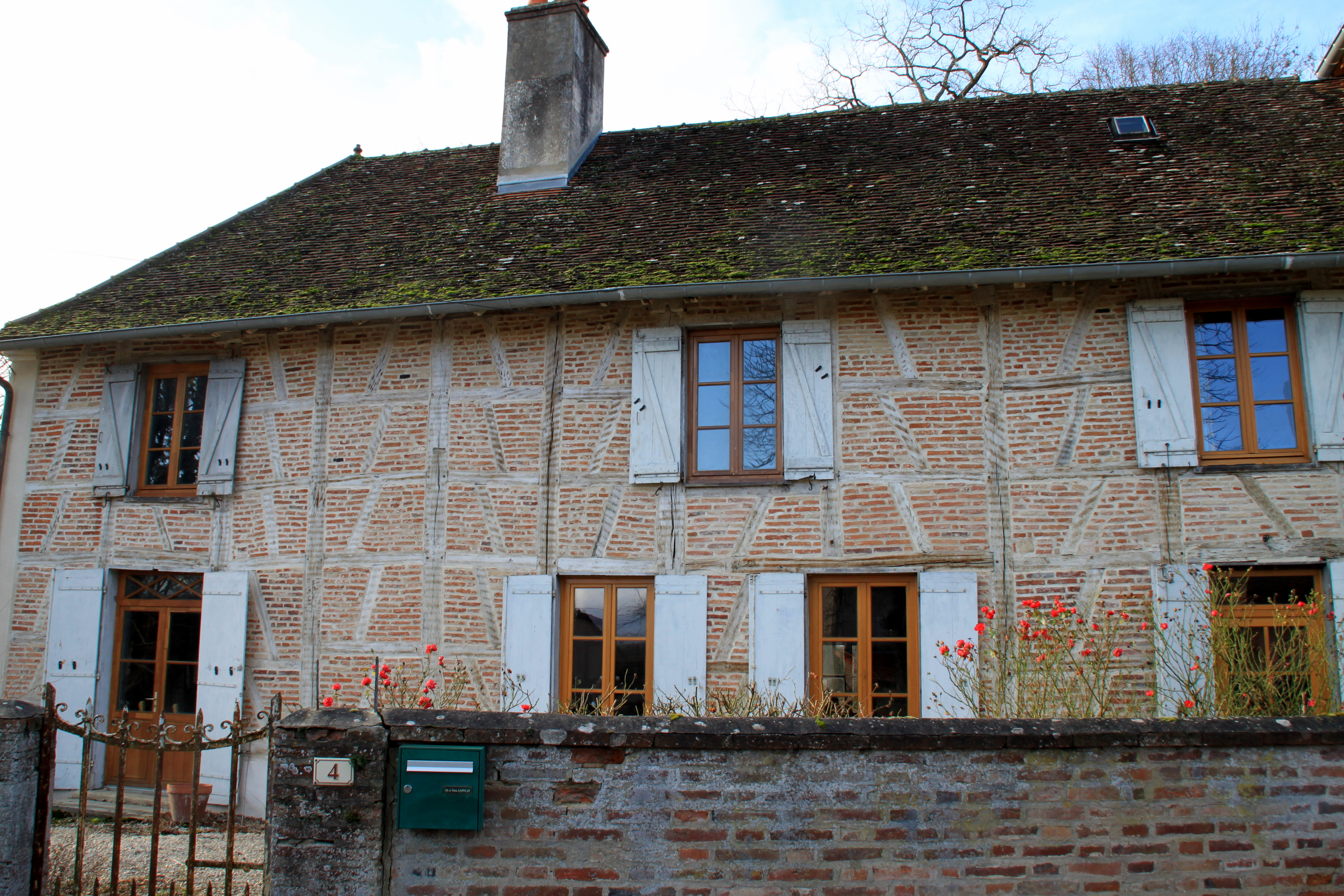
Ziegelsteinhaus

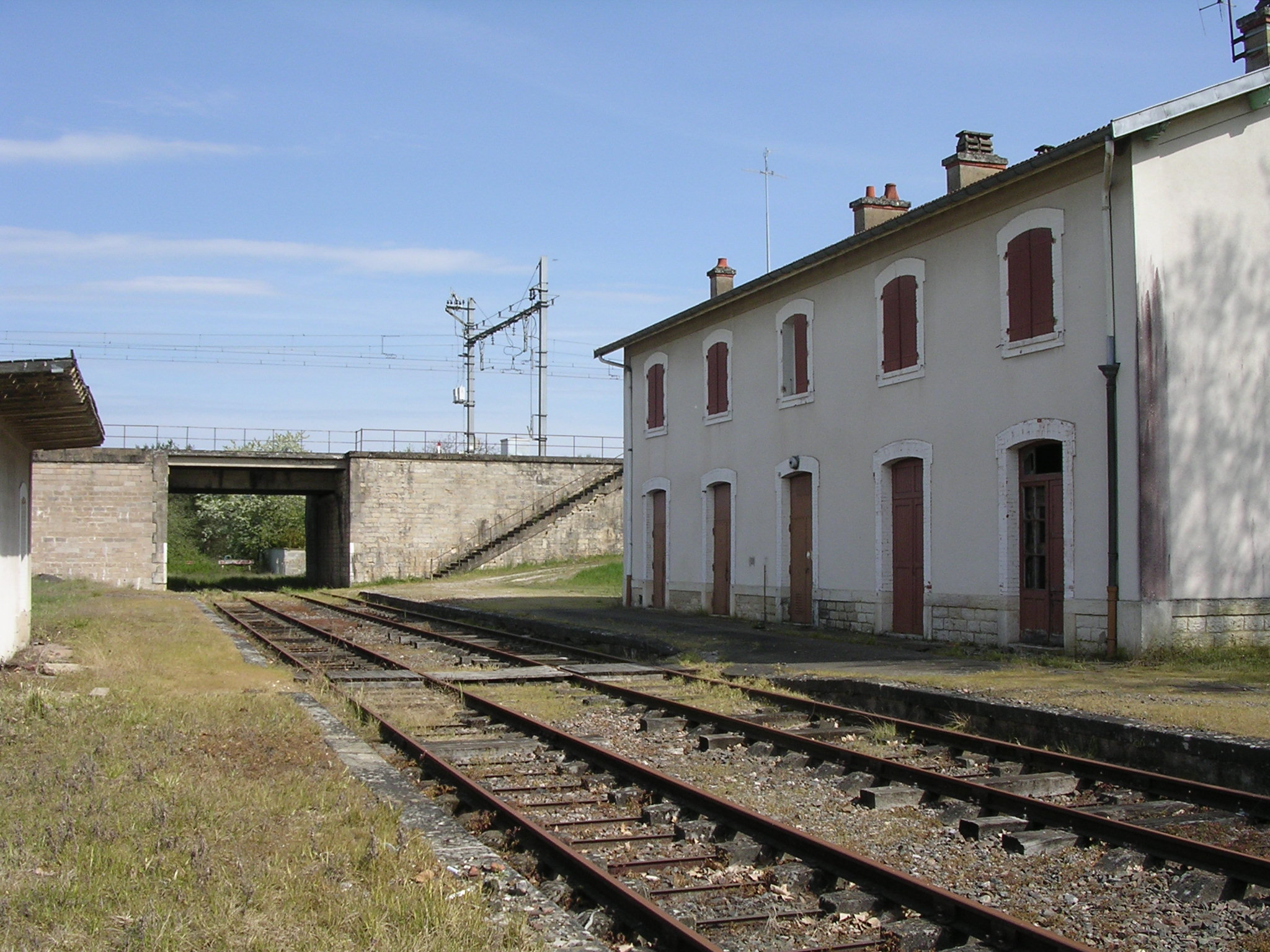
Bahnhof

Die Bevölkerungsstruktur zwischen Männern und Frauen ist ziemlich ausgeglichen. Dabei sind 37 % der Bevölkerung jünger als 45 Jahre. Demgegenüber sind 41 % der Einwohner älter als 60 Jahre und damit im Rentenalter.
| Wohnstruktur               | Anzahl Wohneinheiten | davon Häuser | Wohnungen | sonstige |
| -------------------------- | -------------------- | ------------ | --------- | -------- |
|                            | 356                  | 335          | 18        | 3        |
| davon Hauptwohnsitz        | 240                  |              |           |          |
| Zweit- oder Ferienwohnsitz | 83                   |              |           |          |
| vakant                     | 33                   |              |           |          |

## Wirtschaft und Infrastruktur

### Unternehmen, Betriebe, Ladengeschäfte und Einrichtungen
In der Gemeinde gibt es nebst Kirche und Mairie (Gemeindehaus) folgende Unternehmen nach Branchen:
| Branche                                                           | Anzahl Betriebe |
| ----------------------------------------------------------------- | --------------- |
| Industrie und verarbeitendes Gewerbe                              | 4               |
| Baugewerbe                                                        | 7               |
| Groß- und Einzelhandel, Verkehr, Beherbergung und Gastronomie     | 10              |
| Information und Kommunikation                                     |                 |
| Finanz- und Versicherungsdienstleistungen                         | 1               |
| Grundstücks- und Wohnungswesen                                    | 1               |
| Freiberufliche, wissenschaftliche und technische Dienstleistungen | 4               |
| Öffentliche Verwaltung, Unterricht, Gesundheits- und Sozialwesen  | 1               |
| Sonstige Dienstleistungen                                         | 3               |
| Land- und Forstwirtschaftsbetriebe                                | 6               |

In der Gemeinde befinden sich eine Bäckerei, ein Coiffeursalon, ferner zwei Bauhandwerksbetriebe, eine Schreinerei/Zimmerei, ein Elektriker und ein Installateurbetrieb. Der Ort verfügt über einen Tennis-, einen Fußball- und einen Pétanqueplatz, einen Mehrzwecksaal und eine Post. Mit den Gütern des täglichen Bedarfs versorgen sich die Einwohner in Mervans oder in Saint-Germain-du-Bois.

### Geschützte Produkte in der Gemeinde
Als AOC-Produkte sind in Saint-Bonnet-en-Bresse Volaille de Bresse und Dinde de Bresse zugelassen.

### Bildungseinrichtungen
Saint-Bonnet-en-Bresse verfügt über keine eigenen schulischen Einrichtungen. Die Schulpflichtigen werden in Schulen der umliegenden Gemeinden ausgebildet.

## Sehenswürdigkeiten
- Marché du Muguet, jeweils am 1. Mai[18]